# 1244 Deira
1244 Deira este un asteroid din centura principală, descoperit pe 25 mai 1932 de Cyril Jackson.